# Bourg-le-Comte
Bourg-le-Comte is een gemeente in het Franse departement Saône-et-Loire (regio Bourgogne-Franche-Comté) en telt 205 inwoners (2004). De plaats maakt deel uit van het arrondissement Charolles.

## Geografie
De oppervlakte van Bourg-le-Comte bedraagt 11,7 km², de bevolkingsdichtheid is 17,5 inwoners per km².
De onderstaande kaart toont de ligging van Bourg-le-Comte met de belangrijkste infrastructuur en aangrenzende gemeenten.

## Demografie
Onderstaande figuur toont het verloop van het inwonertal (bron: INSEE-tellingen).